# Elena Bulakh
Elena V. Bulakh (translitera del ucraninao Олена Булах (1971) es una botánica, profesora, y taxónoma ucraniana.
Desarrolla actividades académicas y científicas en el "Instituto de Botánica M. G. Kholodny", de la Academia Nacional de Ciencias de Ucrania, Kiev.
Es autora en la identificación y nombramiento de nuevas especies para la ciencia, a abril de 2016, posee quince registros de especies nuevas para la ciencia, especialmente de la familia de las ranunculáceas, y con énfasis del género Anemone (véase más abajo el vínculo a IPNI).

## Algunas publicaciones
- svetlana n. Ziman, n.m. Shyyanov, e.v. Bulakh. 2015. Типи таксонів роду Aconitum (Ranunculaceae), описаних із території України (Tipos de taxones del género Aconitum (Ranunculaceae), descriptos en el territorio de Ucrania) Український ботанічний журнал 72 (4): 325-333

- svetlana Ziman, e.v. Bulakh, olga Tsarenko. 2008. Anemone L. (Ranunculaceae): comparative morphology and taxonomy of the species from the Balkan flora. Botanica Serbica 35 (2): 87-97

- svetlana n. Ziman, e.v. Bulakh, y. Kadota, c.s. Keener. 2008. Taxonomic revision, phylogeny and transcontinental distribution of Anemone section Anemone (Ranunculaceae). Bot. J. Linnean Soc. 160 (3): 312 - 354 (resumen)

- svetlana n. Ziman, e.v. Bulakh, y. Kadota, c.s. Keener. 2008. Modern view on the taxonomy of the genus Anemone L. sensu stricto (Ranunculaceae). J. Jap. Botany 83 (3): 127-155

- S.N. ZIMAN, F. EHRENDORFER, C.S. KEENER, W.T.WANG, S.L. MOSYAKIN, E.V. BULAKH, O.N. TSARENKO, B.E.DUTTON, R.P. CHAUDHARY, Y. KADOTA. 2007. Revision of Anemone sect. Himalayicae (Ranunculaceae) with three new series. Edinburgh J. of Botany 64 (1): 51 - 99. DOI: 10.1017/S0960428607000765

- z.m. Azbukina, l.v. Bardunov, t.a. Bezdeleva, a.v. Bogacheva, e.m. Bulakh, l.n. Vasilyeva, o.k. Gororova, l.n. Egorova, e.v. Zhabyko, t.v. Nikulina, i.m. Rhodnikova, i.f. Skirina, v.i. Tarankov, l.a. Fedina, v.ya. Cherdantseva. 2006. Flora, vegetation and mycobiota of the reserve Ussuriysjy. Vladivostok: Dalnauka. ISBN 5-8044-0735-X.

- nelly Timchenko, marina Eliseikina, viktor Bulgakov, elena v. Bulakh, elena Yasnetskaya, elena Nedashkovskaya, yury Zhuravlev. 2004. Yersinia pseudotuberculosis, Its Toxins and Plant Cells. Advances in Experimental Medicine & Biology 529: 169-171

### Libros
- elena v. Bulakh. 2009. Червона Книга України. Рослинний світ (Libro Rojo de Ucrania. Flora.). Ed. К.: Глобалконсалтинг

## Honores

### Charlas magistrales
- 2014 Botanical Ontologies. On Cognitive Principles in Plant Naming. The Oxford Research Centre in the Humanities (TORCH).

- La abreviatura «Bulakh» se emplea para indicar a Elena Bulakh como autoridad en la descripción y clasificación científica de los vegetales.[2]